# Lena Yau
Lena Yau (Caracas, 1968) é uma escritora, jornalista, poetisa e pesquisadora venezuelana. Estudou Letras na Universidade Católica Andrés Belo e realizou um Mestrado em Comunicação Social na mesma instituição. Em 1997 emigrou da Venezuela, estabelecendo-se em Madrid no ano de 1999. Ali cursou as matérias de doutoramento em Filologia Hispânica na Universidade Autónoma de Madrid. 